# Club Air
Club Air – nieistniejąca już włoska linia lotnicza z siedzibą w Weronie.

## Flota
- 1 Avro RJ70
- 1 Avro RJ85
- 1 McDonnell Douglas MD-82 (obsługiwane przez Bulgarian Air Charter)